# ジャン＝クリストフ・トマ
ジャン＝クリストフ・トマ（Jean-Christophe Thomas, 1964年10月16日 - ）は、フランスの元サッカー選手。ポジションはミッドフィールダー。

## 経歴
FCソショー＝モンベリアルの下部組織出身でトップチームでもリーグ戦286試合31得点を記録、1992年にオリンピック・マルセイユに移籍するとUEFAチャンピオンズリーグ 1992-93 決勝で途中出場し初優勝に貢献した。